# Донауштат
Донауштат је 22. округ града Беча.

## Становништво
Подручје округа Донауштат имало је највећи пораст становништва од свих округа у Бечу. Због велике величине данашње области округа и историје хортикултурне или пољопривредне употребе, доступне су велике површине за прогресивну урбанизацију. Заштита пошумљеног дела Лобау, великог дела окружног земљишног подручја, истовремено је ограничила ниво урбанизације. Чак и пре инкорпорације, аутономне заједнице су и даље имале веома високе стопе раста. Између 1869. и 1910. становништво се већ повећало осам пута. До 1939. снажан раст се наставио, поново се удвостручивши. Након стагнације 1940-их и 1950-их, током 1960-их забележен је висок раст, који је до сада међу највећим од свих општинских округа. Донауштат је достигао високу стопу раста 2006., са популацијом од 148.980 људи, што га чини округом са другим највећим бројем становника. Ипак, округ је и даље релативно ретко насељен. Са 1420 становника по квадратном километру (2005), само је Хицинг био ређе насељен.

### Структура становништва
2005. становништво у Доунштату је у просеку било млађе него у Бечу у целини. 18,0% становништва округа су била деца млађа од 15 година, што је највећа вредност у Бечу (14,6%) у целом граду. Удео становништва од 15 до 59 година од 62,9% био је сличан градском просеку (63,4%), док је удео људи старијих од 60 година и више био међу најнижим од бечких округа са 19,1% (Беч: 22,0%). Полна дистрибуција на подручју округа током 2001. била је 47,8% мушкараца и 52,2% жена, број ожењених је 43,9% у поређењу са 41,2%, што је изнад просека Беча.

### Порекло и језик
Удео страних становника округа 2005. износио је 9,7% (у целом Бечу: 18,7%). Ово је била друга најнижа вредност једног округа у Бечу. Као и у целој држави, удео странаца је, међутим, раст у односу на 2001. износио 7,4%. Највећи удео странаца 2005. представљао је око 1,6% удела у становништву округа као држављани Србије и Црне Горе. Још 0,8% су Турци, 0,8% Пољаци и 0,6% немачки држављани. У Аустрији је 2001. рођено укупно 15,9% мањинског становништва. Око 2,3% се изјаснило као језик српски, 1,9% турски, а 1,1% хрватски.

## Грб
Грб Донауштата је подељен на осам делова, који представљају делове округа. У горњем левом делу грба је амблем Штадлауа који говори са стајалиштем у Ау Штаделу. Штала је на зеленој површини са дрвећем и плавом позадином. Штала је закључана сламнатим кровом и двема заставицама које су црвене. У горњем центру је амблем Асперна, усамљеног дрвета јасике. У горњем десном делу хералдички симбол златног бунара је за део округа Зисенбрун. Позивајући се на постојеће бунаре, приказује фонтану испред плаве позадине на сивом каменом поду испод. Чесма је покривена, а о златном конопцу виси канта. У левом центру приказан је хералдички грб Брајтенлее. На њему су приказане 2 црвене пруге подељене сребрном траком пречке са златним превезем који држи црвену папирну кесу. Ова фигура је хералдички грб шкотске опатије, која је сада уклоњена, а радила је као фарма у Брајтенлију. На централном панелу приказан је Свети Ђорђе како убија змаја у златном оклопу, на сребрном коњу. Презентација представља окружни део Каграна и враћа се на покровитељство кагранске жупе. Закон искључује Еслингов грб. Приказује појас украшен дијамантским узорком, на крилима златног орла, постављен на црвено/сребрно подељено поље. Амблем је уклоњен амблем господара Есларна. У доњем левом панелу налази се златни бродски млин на плавој позадини за део округа Кајзермилен уз Дунав. Симболизује многе бродске млинове који су некада постојали. У доњем десном углу, златни јелен скаче, на зеленој ливади, односи се на део округа Хиршштетен.